# Cantó d'Auròs
El cantó d'Auròs és un cantó francès del departament de la Gironda, situat al districte de Lengon. Té 14 municipis i el cap és Auròs.

## Municipis
- Alhàs
- Auròs
- Varía
- Bassana
- Bertés
- Branens
- Broqueiran
- Castilhon de Castèths
- Coimèras
- Ladòs
- Pont Daurat
- Pui Barban
- Savinhac
- Sigalens

## Història
| Data d'elecció                           | Identitat            | Partit | Qualitat |
| ---------------------------------------- | -------------------- | ------ | -------- |
| 1945-1963                                | Albert Sarrazin      |        |          |
| 1963-1973                                | A. Tach              |        |          |
| 1973-1998                                | Jean-Elian Cazemajou | CNIP   |          |
| 1998-                                    | Martine Faure        | PS     |          |
| les dades anteriors no són pas conegudes |                      |        |          |
|                                          |                      |        |          |

## Demografia
| 1962  | 1968  | 1975  | 1982  | 1990  | 1999  | 2006  |
| ----- | ----- | ----- | ----- | ----- | ----- | ----- |
| 4.511 | 4.988 | 4.351 | 4.175 | 4.388 | 4.497 | 5.093 |